# 巴伐利亞的伊莉莎白 (1443-1484)
巴伐利亞的伊莉莎白（德語：Elisabeth von Bayern，1443年2月2日—1484年3月5日），薩克森選侯夫人，巴伐利亞公爵阿爾布雷希特三世的女兒。

## 家庭
1460年，伊莉莎白與薩克森選侯腓特烈二世的長子恩斯特結婚，兩人共有5子2女：
1. 克里斯蒂娜（1461年—1521年）
2. 腓特烈三世（1463年—1525年）
3. 恩斯特二世（英语：Ernst II of Saxony）（1464年—1513年）
4. 阿達爾貝特（英语：Adalbert of Saxony）（1467年—1484年），早逝
5. 約翰（1468年—1532年）
6. 瑪格麗特（英语：Margaret of Saxony, Duchess of Brunswick-Lüneburg）（1469年—1528年）
7. 沃爾夫岡（1473年—1478年），夭折